# Abbruchunternehmen
Ein Abbruchunternehmen hat sich darauf spezialisiert, Hochbauten und Tiefbauten aller Art soweit abzutragen, dass der entsprechende Baugrund für andere Verwendungszwecke genutzt werden kann. 
Das Unternehmen kümmert sich neben dem Abbruch auch um die fachgerechte Entsorgung von verschiedenen Baumaterialien. Oft verwendete Gerätschaften sind Bagger, Abrissbirnen, Radlader und Lastwagen. Wichtig ist freilich auch die menschliche Arbeitskraft in Verbindung mit üblichen Werkzeugen wie Schubkarren, Schaufel oder Bohr- und Meißelhammer. Manche Unternehmen haben sich auch auf die Sprengung von Gebäuden spezialisiert. 
Für die Entkernung von Gebäuden benötigt das Abbruchunternehmen Kleinstmaschinen wie Kleinbagger, die durch Türöffnungen passen und die Decken durch ihr geringes Gewicht nicht überbelasten.